# Slobozia Ciorăști
Slobozia Ciorăști es una comuna ubicada en el distrito de Vrancea, Rumania.

## Superficie
Posee una superficie de 78,11 kilómetros cuadrados.

## Demografía
Hasta 2021 la población era de 1660 habitantes, con una densidad de población de 21,25 habitantes por kilómetro cuadrado.